# عنکبوت‌های راه‌راه
عنکبوت‌های راه‌راه (Stiphidiidae) نام خانواده‌ای از عنکبوتها است.
این خانواده ۱۳ سرده و ۹۴ گونه را دربر می‌گیرد.